# Alpes-de-Haute-Provence
Alpes-de-Haute-Provence ˌalpdəotpʀɔˈvɑ̃s är ett franskt departement. Det ligger i regionen Provence-Alpes-Côte d’Azur i sydöstra Frankrike. Huvudort är Digne-les-Bains. Fram till 1970 hette departementet Basses Alpes.

## Turism
Departementets vackra landskap inbjuder till flera turistaktiviteter och sevärdheter, såsom:
- Staden Sisteron med sitt vackra citadell
- Gorges du Verdon ("Europas Grand Canyon")
- Digne-les-Bains
- Moustiers-Sainte-Marie, krukmakeri
- Forcalquier

På sommaren utnyttjas de omgivande bergen flitigt för aktiviteter som häng- och skärmflygning. På vinterhalvåret dras turister till departementets elva skidorter.

## Administrativ indelning
| Arrondissement  | Invånare (2007) | Area (km²) | Bef.täthet (inv./km²) | Kantoner | Kommuner |
| --------------- | --------------- | ---------- | --------------------- | -------- | -------- |
| Barcelonnette   | 8013            | 1028       | 8                     | 2        | 16       |
| Castellane      | 9347            | 1320       | 7                     | 5        | 32       |
| Digne-les-Bains | 54478           | 2465       | 22                    | 10       | 65       |
| Forcalquier     | 84229           | 2112       | 40                    | 13       | 87       |